# Sabaria schistifusata
Sabaria schistifusata là một loài bướm đêm trong họ Geometridae.